# O.L.D.
O.L.D. (zkratka pro Old Lady Drivers) byla americká metalová/grindcoreová kapela založená v roce 1986 v Bergenfieldu v New Jersey kytaristou Jamesem Plotkinem, zpěvákem Alanem Dubinem a bubeníkem Ralphem Pimentelem původně s názvem Regurgitation, pod nímž vydala dvě dema. Roku 1987 se přejmenovala na O.L.D. 

Debutové studiové album vyšlo roku 1988 a nese název Old Lady Drivers. V roce 1995 O.L.D. zanikli, na svém kontě měli celkem čtyři řadové desky a několik dalších nahrávek.
Plotkin s Dubinem se v roce 2000 připojili k Stephenu O’Malley (Burning Witch, Sunn O)))) v drone metalové kapele Khanate.

## Diskografie

### Regurgitation
Dema
- Organic Backwash (1986)
- Bathrooms Rule (1987)

### O.L.D.
Dema
- Total Hag (1988)

Studiová alba
- Old Lady Drivers (1988)
- Lo Flux Tube (1991)
- The Musical Dimension of Sleastak (1993)
- Formula (1995)

Kompilační alba
- Hold On to Your Face (1993)

Singly
- Colostomy Grab-Bag (1989)

Split nahrávky
- Assück / O.L.D. (1991) – split 7" vinyl s americkou kapelou Assück

Promo nahrávky
- Promo Demo 1990 (1990)